# Conrad Vetter
Conrad Vetter (* 1548 in Engen; † 11. Oktober 1622 in München) war ein bayerischer Jesuit und Schriftsteller der Gegenreformation schwäbischer Herkunft.

## Leben
Vetter besuchte die Schule im heimatlichen Engen und diente sodann trotz seiner Jugend mehrere Jahre lang als Kaplan des Damenstifts in Schwäbisch Hall. Im Alter von 28 Jahren trat er 1576 in München dem Jesuitenorden bei. Schon als Novize zeigte sich seine brillante Rhetorik wie auch sein oratorisches Talent, das ihn zum künftigen Propagandisten der Gegenreformation geradezu prädestinierte. Sein Ordensbruder Guido Maria Dreves S.J. bezeichnete im 19. Jahrhundert Vetters ungewöhnliche Begabung als „ebenso frucht- als furchtbar“.
Vetters oratorischer Ruf verbreitete sich rapide, und 1588 wurde er als Domprediger in Regensburg eingesetzt, wo er sich durch Konversion zahlreicher Protestanten besonders hervortat. Seine scharf polemischen antilutherischen Publikationen stießen allerdings auf erhebliche Kritik, sogar aus den eigenen Reihen. Selbst der große katholische Historiker Johannes Janssen attestierte ihm eine geradezu „unerquickliche Kunstfertigkeit“ in der deutschen Sprache.
Besonders durch die Übersetzungen der gegenreformatorischen Schriften von Jakob Gretser S.J. wurde Vetter schnell bekannt. Um die untersten Klassen zu erreichen, bediente er sich eines volkstümlich-bildhaften, polternd-bajuwarischen Tons, der ihn aus dem sonst üblichen, trockeneren kontroverstheologischen Schrifttum herausragen lässt.

## Werke (Auswahl)
- Jacob Gretser und Conrad Vetter: Pvffer. Das ist Zerschmetterungen deß Predicantischen Jesuwiderspiegels Philip Heilbrunners. mit lebendiger Beschreibung sein vnnd seiner Zunfftgenossen Predicantischen Geistes, das ist Lugen- Läster- Lermen- Auffrhur- Mord- vnnd Blutgirigen Geiste... Angermair, Ingolstadt 1601 (Digitalisat [abgerufen am 23. März 2013]).
- Conrad Vetter: Der Zwogestalthaffte Luther. Das ist: Griff und Fug, wie Doctor Martin Luther an dem durch ihn erregten ... Zanck und Zwyspalt, von Nothwendigkeit der zwo Gestalten im H. Sacrament deß Altars, am jüngsten Tag ... sich fein entschuldigen wirdt können. Eder, Ingolstadt 1602 (Digitalisat [abgerufen am 23. März 2013]).
- Jacob Gretser und Conrad Vetter: Flaelavg. Das ist: Ein scharffer vnd herber, aber heylsamer Laugenguß, zu säuberlicher Abzwagung deß vngesunden Kopffs, vnnd unsaubern Niergrinds eines vnbekandten vnnd vnbenanten Fabelhansen, vnd Novellanten, welcher das, an dem Christlichisten König in Franckreich vnd Navarren, Henrico IV. begangne Mordstuck vnd Todschlag, den Iesvitern, durch offelichen Truck, vnd sonst auch heymblich vnd verschlagner Weiß anzudichten, sich mit gut Euangelischem Gewissen vermessen vnnd beflissen. Sartorius, Ingolstadt 1610, urn:nbn:de:bvb:12-bsb00018393-4.
- Paradeissvogel…Himmelische Lobgesang. 1613, hrsg. von Gerhard Dünnhaupt. Stuttgart: Hiersemann 1999 (Ndr. d. Ausg. 1613), ISBN 3-7772-9923-5.
- Jacob Gretser und Conrad Vetter: Schlaffhauß der abtrünnigen Mammelucken. newlich von einem vnbekanten, vnd im Liegen gar nicht schläfferigen, sonder muntern Infamanten, zu schmählicher Verletzung deß namhafften vnd weitberhümbten Manns, D. Ioannis Pistorii, & c. als auch anderer, vnd so gar Fürstlicher Personen, hohes Ansehens, vnd löblichen Ruffs, auffgebawet. Angermair, Ingolstadt 1616 (Digitalisat [abgerufen am 23. März 2013]).